# Impulsion spécifique
Pour les articles homonymes, voir ISP.
L'impulsion spécifique, généralement notée {\displaystyle I_{\mathrm {sp} }}, est une grandeur utilisée pour mesurer l'efficacité de moteurs à réaction et des moteurs-fusées. Elle indique la durée pendant laquelle un kilogramme de propergol produit la poussée nécessaire pour élever une masse d'un kilogramme dans le champ gravitationnel terrestre.
Dans le domaine de l'astronautique, elle est le quotient de deux grandeurs, dont l'une est la poussée d'un propulseur, et l'autre le produit du débit massique de propergol par la valeur normale de l'accélération de la pesanteur (ou débit-poids du propergol éjecté). L'impulsion spécifique permet  de comparer l'efficacité d'un système de propulsion : plus elle est grande, plus le système est efficace.

## Définition
L'impulsion spécifique, homogène à un temps, s'exprime en unités de temps (le plus souvent en secondes).
Elle indique la durée pendant laquelle un kilogramme de propergol produit la poussée nécessaire pour soulever une masse d'un kilogramme dans le champ gravitationnel terrestre
(soit une force d'environ 9,81 N) :
{\displaystyle I_{\mathrm {sp} }={\frac {F}{q\,g_{0}}}}
où {\displaystyle F} désigne la poussée (en N), {\displaystyle q} le débit massique d'éjection des gaz (en kg/s) et {\displaystyle g_{0}} l'accélération de la pesanteur (en m/s2 ou N/kg).
Attention, la quantité de mouvement est divisée par la masse de carburant emporté, les turboréacteurs ont donc une impulsion spécifique plus élevée parce qu'ils prennent appui sur une masse extérieure qui n'est pas emportée et leur impulsion spécifique n'est plus proportionnelle à la vitesse de sortie des gaz (pour un moteur-fusée il suffit de multiplier l'impulsion spécifique par 9,81 pour obtenir la vitesse de sortie {\displaystyle V} des gaz ).
À poussée égale, plus l'impulsion spécifique d'un propulseur est grande, moins il consomme d'ergols.
Le couple dihydrogène liquide (LH2)/dioxygène liquide (LOX), utilisé sur l'étage principal (EPC) de la fusée Ariane 5, a une impulsion spécifique d'environ 440 s.

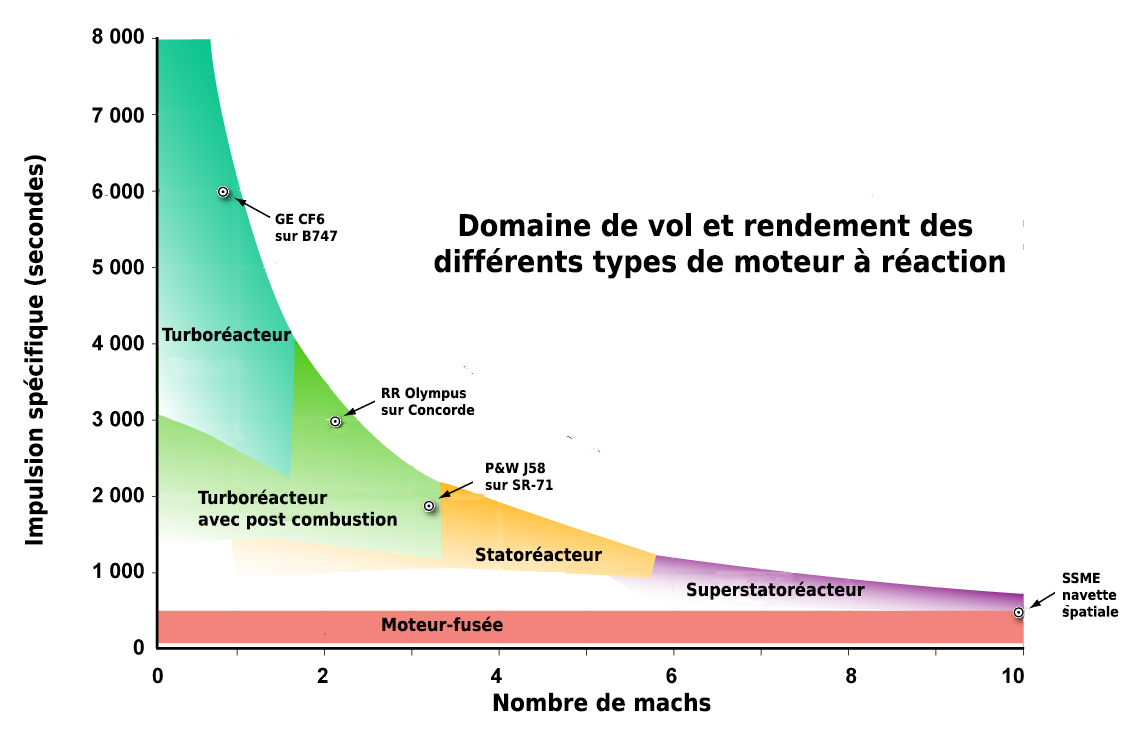
Valeur de l'impulsion spécifique pour différents types de moteurs à réaction.

## Impulsion spécifique des moteurs-fusées
L'impulsion spécifique des moteurs-fusées est beaucoup plus faible que celle des moteurs à réaction car la quantité d'énergie consommée pour éjecter les gaz est plus forte (leur vitesse est plus élevée) et le moteur-fusée doit embarquer son comburant. En pratique les moteurs-fusées ont une impulsion spécifique qui plafonne à environ 500 secondes pour les mélanges carburant/comburant les plus efficaces tandis que les moteurs à réaction peuvent atteindre 6 000 secondes.
Pour les moteurs-fusées, la vitesse d'éjection des gaz vaut 9,81 fois l'impulsion spécifique ce qui permet d’appliquer facilement l'équation de Tsiolkovski.

### Valeurs pour quelques mélanges d'ergols
| Mode de propulsion              | Isp (en s)                       | Commentaires |
| ------------------------------- | -------------------------------- | --- |
| Propulsion par fusion nucléaire | 10 000 (en:Direct Fusion Drive)  | Non opérationnelle à ce jour. |
| Propulsion nucléaire pulsée     | 1 000 à 100 000[réf. nécessaire] | Non opérationnelle à ce jour. |
| Propulsion électrique           | 1 500 à 2 000                    | Ne permet d'obtenir que des poussées très faibles. Utilisée pour le contrôle d'orientation, les petites corrections d'orbite et de manière semi-expérimentale pour la propulsion des sondes spatiales. Usage impossible pour un décollage depuis une planète.                                  |
| Propulsion nucléaire thermique  | ~800                             | Non opérationnelle à ce jour. Testée au sol avec succès. |
| LF2 / LLI + LH2                 | 542                              | Triergol au fluor. Concept théorique de combustion chimique la plus énergétique. |
| LOX - LH2                       | 435                              | Liquid oxygen - liquid hydrogen, le mélange le plus performant en propulsion chimique. Propulseurs coûteux à développer, stockage complexe et volume important occupé par l'hydrogène liquide, optimal pour les étages supérieurs de lanceurs ; les fortes poussées sont difficiles à obtenir. |
| LOX - CH4 (Méthane)             | 350                              | Utilisé par les moteurs Raptor de SpaceX. Bon compromis entre LOX/LH2 (plus grande masse volumique, température moins basse) et LOX/RP-1. |
| LOX - RP-1 (kérosène)           | 270 à 360                        | Mélange relativement performant permettant d'obtenir des poussées importantes avec des propulseurs moins complexes que le mélange LOX-LH. Fréquemment utilisé sur les lanceurs russes. |
| N2O4 - UDMH                     | 305                              | Mélange stockable fréquemment utilisé sur les premiers lanceurs dérivés de missiles. Utilisé pour la propulsion des sondes spatiales car sa conservation est garantie sur de longues durées. Composants toxiques et cancérogènes.                                                              |